# Honoré Traoré
Honoré Nabéré Traoré é um militar de Burquina Fasso e líder das Forças Armadas do país desde 2011. Após o golpe de Estado conduzido pelo exército em 30 de outubro de 2014, anunciou a dissolução do governo e do parlamento. Em 31 de outubro, após a renúncia formal e oficial do presidente deposto Blaise Compaoré, autoproclamou-se chefe de Estado.
No entanto, a luta pelo poder entre duas facções nas forças armadas lideradas por Isaac Zida, membro da guarda presidencial, e Traoré, fez o último renunciar as suas pretensões após uma reunião e Zida assumir temporariamente a liderança do Estado em 1 de novembro.
Anteriormente, Traoré havia servido como ajudante de campo de Compaoré.